# Enologia
L'enologia (del grec οἶνος "vi" i λόγος "coneixement") és la ciència, tècnica i art de produir vi. L'enòleg és, tradicionalment, l'assessor tècnic responsable de dirigir el procés d'elaboració del vi. Dirigeix al celler tant l'elaboració, l'emmagatzematge, anàlisi, conservació, embotellament i comercialització del vi. Qui realitza la degustació d'un vi és el sommelier per ressaltar-ne les característiques i qualitat.

## Aroma

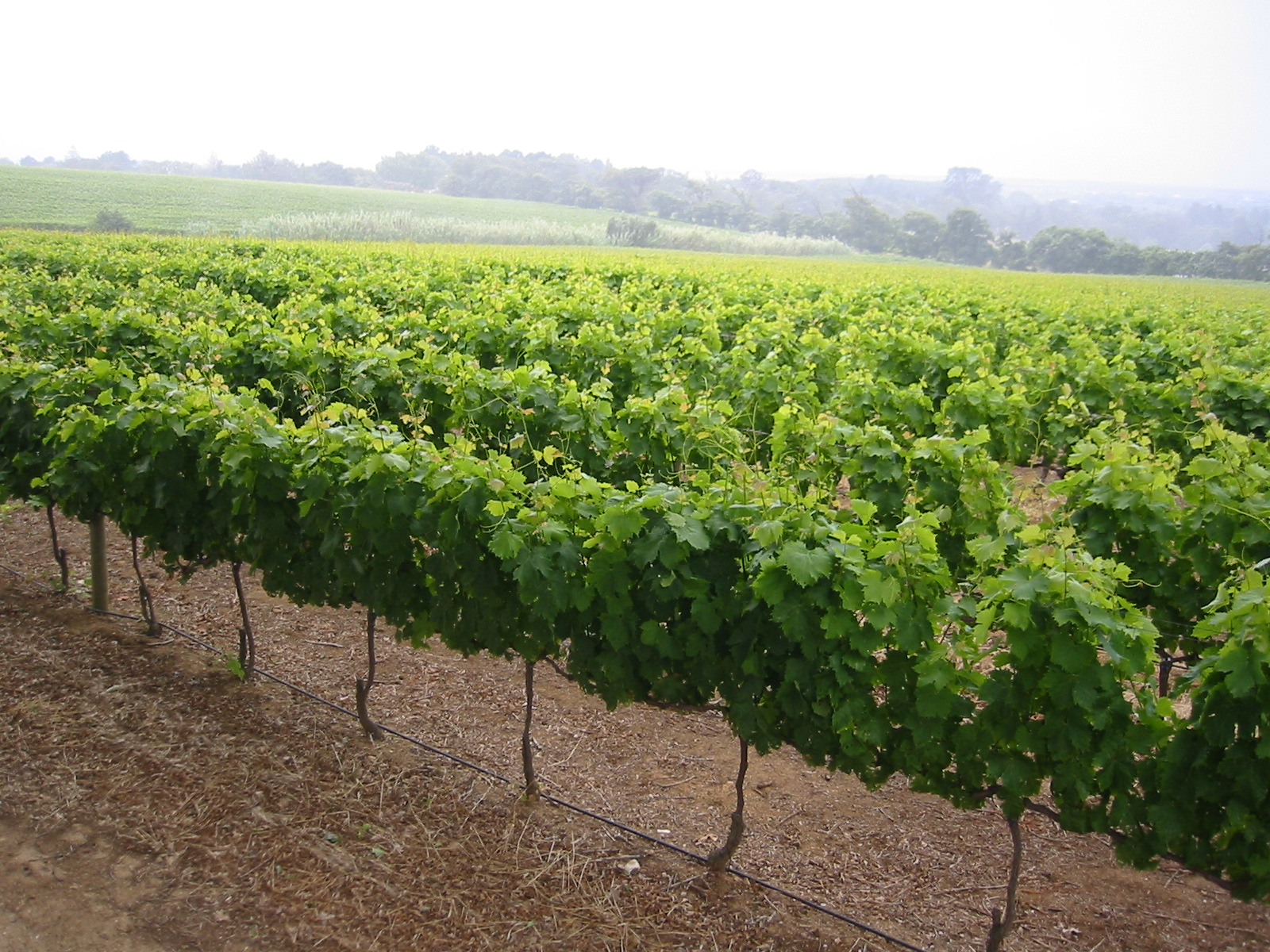
Vinyes en producció

- Afruitat: amb aroma de fruites. Fruits vermells (grosella negra, cirera o gerdó) per als vins negres i altres (préssec, albercoc o cítrics) per als vins blancs.
- Animal: vi negre que presenta un bouquet de cuir, molsa, caça.
- Balsàmic: encens, càmfora, resina, pi, vainilla.
- Empireumàtic: pa torrat, cafè fumat, tabac, cacau.
- Especiat: amb olors d'espècies (regalèssia, canyella, pebre, clau d'olor, nou moscada).
- Floral: amb perfum de flors (rosa, violeta).
- Fusteritzat: posseïx una olor particular producte de la seva criança en bótes de roure.
- Vegetal: herba, fulla, mala herba, humus, fenc tallat, pebrot morró.

## Sensacions

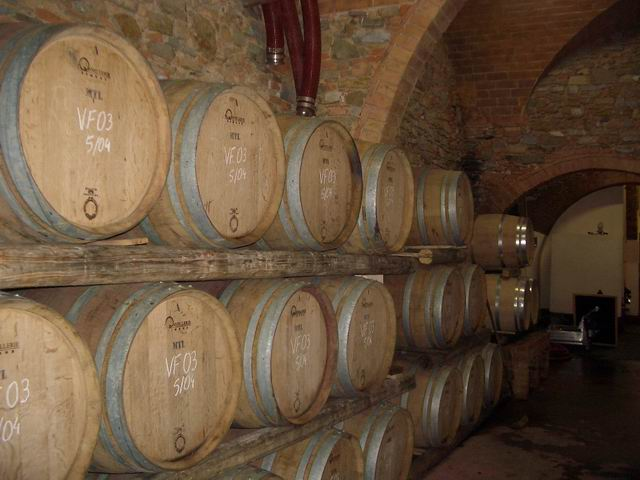
Interior d'un celler

- Aspre: vi rude, que grata, com és el cas dels vins negres molt joves.
- Càlid: amb un grau alcohòlic elevat.
- Cos: consistència, amb una sensació gustativa de plenitud.
- Equilibrat: harmònic.
- Estructurat: sòlid, ric en tanins.
- Flexible: ben equilibrat, d'astringència i acidesa febles.
- Generós: ric en alcohol.
- Llaminer: flexible i lleuger, fàcil de beure.
- Licorós: dolç, ric en sucre, confitat en almívar.
- Lleuger: pobre en alcohol, no és corpulent.
- Melós: untuós, amb sensació de vellut en la boca, també s'usa per a vins dolços que contenen sucres residuals.
- Nerviós: amb sabor àcid ben marcat, però no agressiu.
- Rodó: harmoniós i lleugerament vellutat.
- Sec: no té cap rastre de sucre.
- Vellutat: vi harmoniós, lleuger, fos.
- Vigorós: carnós, estructurat i ric en alcohol.
- Viu: amb acidesa molt notable.

## Ceps
Entre altres podem anomenar els següents: 
Negres: 
- cabernet sauvignon
- carménère
- garnatxa
- mourvèdre
- sumoll
- yinta fina
- cinsault
- tannat
- malbec
- merlot
- pinot noir
- sangiovese
- ull de llebre
- syrah
- bonarda

Blancs 
- Torrontés
- Ugni blanc
- pedro ximenes
- Verdejo
- Chardonnay
- Gewürztraminer
- Sémillon
- Riesling
- Viognier
- Sauvignon blanc
- Palomino

Rosats: 
- Pinot grigio

## Aspecte del vi
- Brillant: correspon al color. Pot notar-se que els tanins en els vins negres s'oxiden i van prenent un color més de teula o apagat típic de les substàncies oxidades.
- Escumós: es caracteritza pel despreniment de bombolles de gas carbònic format durant la fermentació.
- Nítid: sense matèria en suspensió. No necessàriament transparent.
- Cames: es relacionen amb la presència d'alcohol en els vins, la untuositat, i estan lligades a la seva riquesa substancial. La presència de llàgrimes depèn bàsicament de la quantitat de glicerina present en el vi i, en gran manera, de la seva dissolució en l'alcohol, per la qual cosa les llàgrimes depenen també del grau alcohòlic.
- Tranquil: No presenta bombolles de gas.
- Frisant o frizee: vi amb gas carbònic afegit.

## Temperatura de servei del vi
| Tipus de vi                    | Temperatura |
| ------------------------------ | ----------- |
| Vins negres reserva            | 17-18 °C.   |
| Vins negres varietals          | 15-16 °C.   |
| Vins blancs reserva            | 10-12 °C.   |
| Vins rosats                    | 9-12 °C.    |
| Vins blancs licorosos i dolços | 6-8 °C.     |